# Tarcza Kanadyjska

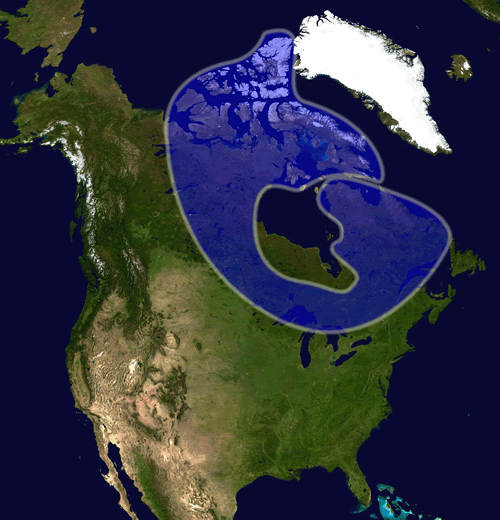
Położenie tarczy kanadyjskiej w Ameryce Północnej

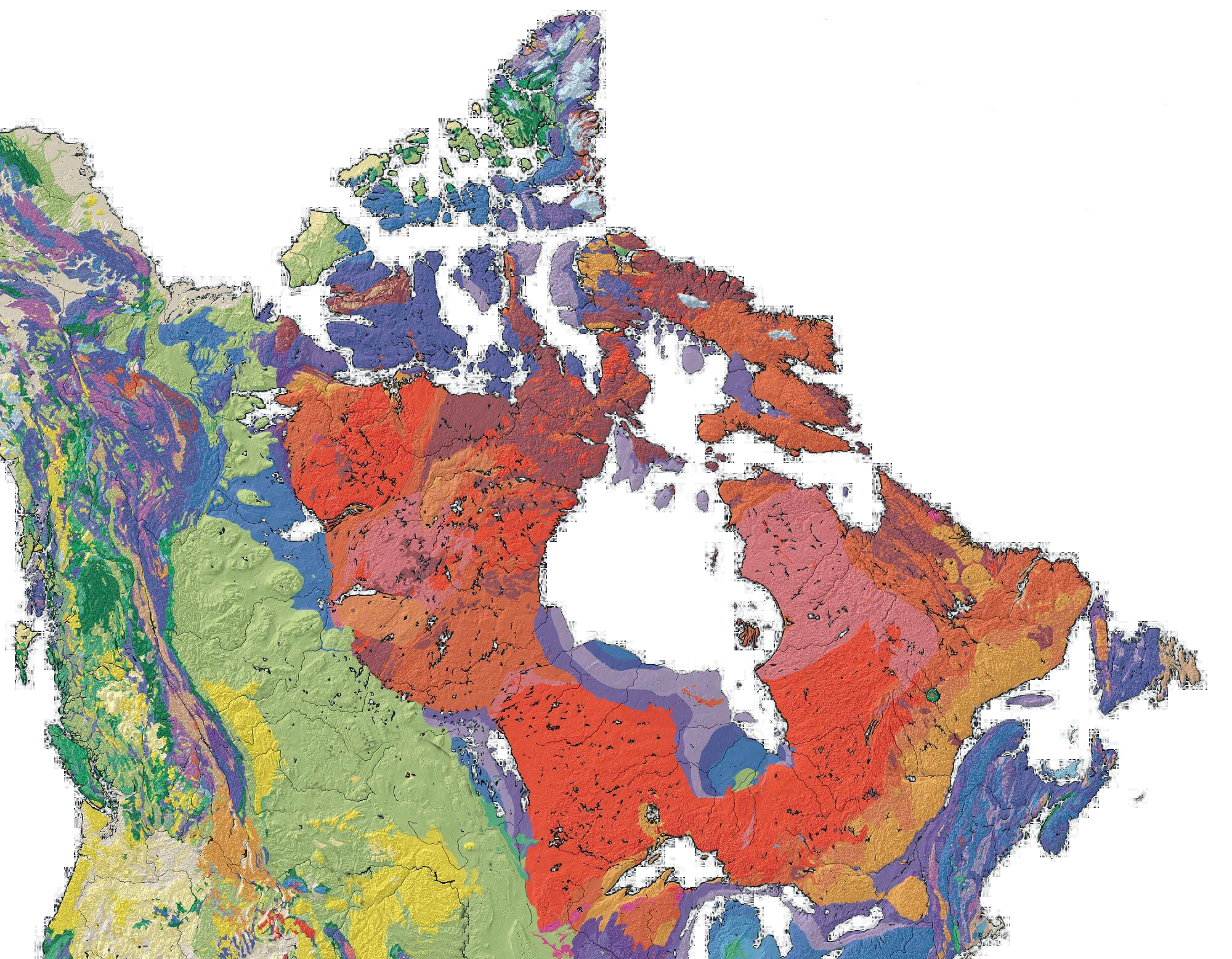
Mapa geologiczna Kanady z widoczną tarczą kanadyjską, płytą centralną i Kordylierami

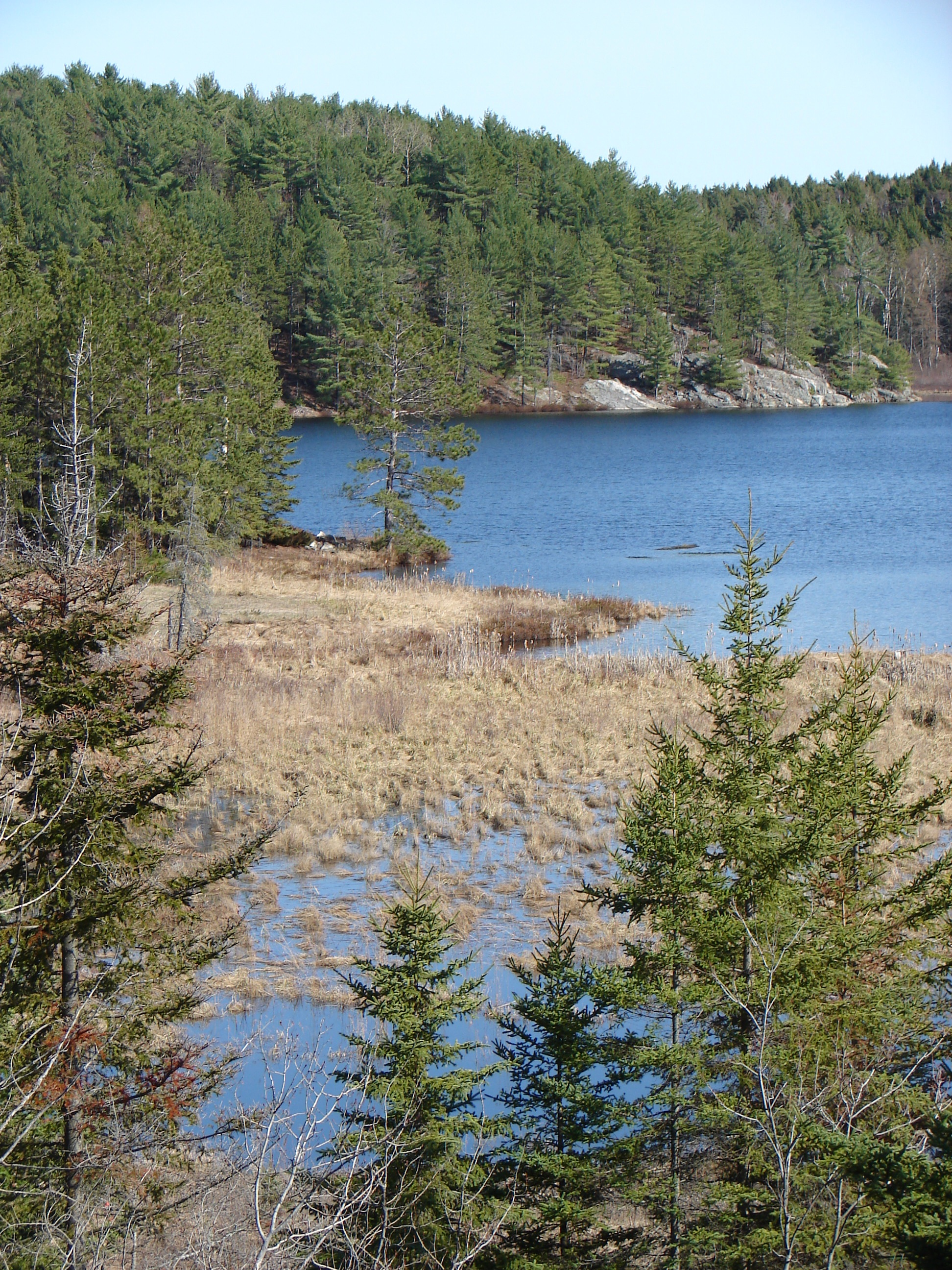
Typowy krajobraz tarczy kanadyjskiej – skały, jeziora i bagna

Tarcza kanadyjska (ang. Canadian Shield, Laurentian Shield; fr. Bouclier Canadien lub Laurentian Plateau) – rejon geologiczny i geograficzny w Ameryce Północnej. Obejmuje jej północną część, włączając w to dużą część Archipelagu Arktycznego. Zajmuje większą część Kanady i niewielki fragment Stanów Zjednoczonych.

## Powierzchnia i granice
Tarcza kanadyjska obejmuje powierzchnię około 5,75 miliona kilometrów kwadratowych. Południowa granica tarczy kanadyjskiej przebiega wzdłuż skarpy laurentyńskiej, następnie dalej na zachód przecina Wielkie Jeziora Ameryki Północnej. W dalszym swym biegu granica wyznaczona jest linią przechodzącą przez jeziora Leśne, Winnipeg, Athabaska, Wielkie Jezioro Niedźwiedzie i Wielkie Jezioro Niewolnicze, aż po Półwysep Bathurst.

## Położenie
Stanowi większą część platformy amerykańsko-grenlandzkiej. Od zachodu i południa graniczy z płytą centralną, na niewielkim odcinku na południowym wschodzie z Appalachami, na północnym wschodzie z tarczą grenlandzką, a na północy z pasmem innuickim

## Budowa geologiczna
Tarcza kanadyjska zbudowana jest z archaicznych skał krystalicznych, na których w późniejszych okresach geologicznych pojawiły się osady algonckie i paleozoiczne piaskowce, a w późniejszych erach geologicznych także intruzje granitowe.
Najstarsze skały metamorficzne – granitognejsy – występują w północnej części Kanady, a także w Górach Skalistych, poza obszarem tarczy kanadyjskiej, jak i platformy amerykańsko-grenlandzkiej. Ich wiek oznaczono metodami radiometrycznymi na ok. 3100-3000 mln lat (mezoarchaik). Młodsze są skały systemu Keewatin – pierwotnie szarogłazowo-piaskowcowe z licznymi przewarstwieniami zasadowych skał wylewnych i piroklastycznych i przechodzących w stropie w kwarcyty Timiskaming. Ich wiek określono na ok. 2500 mln lat. Zostały one przefałdowane i zmetamorfizowane w orogenezie kenorańskiej, ok. 2490 mln lat temu. Opisane skały tworzą łącznie tzw. prowincję kenorańską.
Częściowo na podłożu prowincji kenorańskiej, a częściowo w jej obrzeżeniu powstały skały prowincji hudsońskiej. Są one bardzo zróżnicowane. Występują to miin. seria hudsońska o charakterze miogeosynklinalnym i seria Animiki o charakterze eugeosynklinalnym z dużym udziałem skał wulkanicznych. W obu tych seriach występują skały zbliżone do tillitów (zlodowacenie hurońskie). Utwory prowincji hudsońskiej zostały przefałdowane i zmetamorfizowane w czasie orogenezy hudsońskiej, po dolnym proterozoiku, ok. 1700 mln lat temu. Lokalnie skały prowincji kenorańskiej oraz hudsońskiej zostały powtórnie przeobrażone w czasie orogenezy elsońskiej. Ta orogeneza spowodowała powstanie basenów sedymentacyjnych w centralnych rejonach tarczy kanadyjskiej – w okolicy Jeziora Górnego i Zatoki Hudsona.
Na podłożu zbudowanym z serii hudsońskiej (prowincja hudsońska) powstał gruby kompleks zasadowych skał wylewnych z przeławiceniami pstrych piaskowców kontynentalnych. Ku górze wzrasta ilość utworów detrytycznych, a całą serię kończą osady piaszczyste. Skały te nie są zafałdowane ani zmetamorfizowane tylko pocięte uskokami oraz intruzjami, głównie gabrowymi. Wiek intruzji został ustalony na ok. 1100 mln lat.
We wschodniej części tarczy kanadyjskiej występują zmetamorfizowane utwory prowincji grenwilskiej, których fałdowanie określono na ok. 800 mln lat. Są to najmłodsze skały krystaliczne tarczy kanadyjskiej.

## Opis
Tarcza kanadyjska jest w większości nizinna. Teren ten, niegdyś bardzo zróżnicowany morfologicznie, uległ wypłaszczeniu, głównie wskutek wielowiekowego działania czynników atmosferycznych, a w epoce plejstocenu działania lodowców. Działalność lodowców zaznaczyła się w postaci wygładów skał, rys lodowcowych, mutonów i mis egzaracyjnych, a na obszarach peryferyjnych moren. W szczególności na północnych terenach, z płytkiej i mało urodzajnej gleby, wyłaniają się duże obszary wygładzonych skał. Zagłębienia terenu wypełnione są jeziorami, a cały teren przecinany jest licznymi rzekami i strumieniami. Nieco odmienny charakter ma Półwysep Labrador i Ziemia Baffina. Obszar ten uległ silnemu i szybkiemu wypiętrzeniu (ok. 2 m na 10 lat) w erze kenozoicznej, tworząc wysokie równiny sięgające wysokości 2000 m n.p.m. Tereny te uległy później silnemu przeobrażeniu glacjalnemu. Wypiętrzenie tych terenów spowodowało obniżenie się centralnego terenu tarczy kanadyjskiej – Niziny Hudsońskiej oraz częściowe zalanie jej przez wody Oceanu Arktycznego, tworząc w ten sposób Zatokę Hudsona. Podobne zjawisko zaobserwowano na niektórych wyspach Archipelagu Arktycznego, najwyraźniej na wyspach Wiktorii, Banksa, Księcia Walii i Somerset.
Najbardziej znaczącymi pasmami górskimi wznoszącymi się na terenie tarczy kanadyjskiej są: Torngat, Góry Hope, Góry Baffina, Góry Treuter, Góry Księcia Walii, Góry Wiktorii i Alberta, Góry Kriegera, Góry Shalera.
Tarczę kanadyjską przecinają liczne rzeki uchodzące głównie do Zatoki Hudsona lub bezpośrednio do Oceanu Arktycznego. Choć wiele z nich tworzy bystrza i wodospady, to większość na przeważającym ich odcinku charakteryzuje się wolnym i niezdecydowanym biegiem, tworząc rozlewiska, jeziora i bagna. Do najważniejszych rzek zalicza się Albany, Nelson i Churchill.
Większość terenu tarczy kanadyjskiej ma surowy, monotonny, tundrowy charakter.